# Sierścinek rudobrzuchy
Sierścinek rudobrzuchy (Protochromys fellowsi) – gatunek ssaka z podrodziny myszy (Murinae) w obrębie rodziny myszowatych (Muridae), występujący endemicznie w Papui-Nowej Gwinei.

## Taksonomia
Gatunek po raz pierwszy zgodnie z zasadami nazewnictwa binominalnego opisał w 1943 roku brytyjski teriolog Martin Hinton nadając mu nazwę Melomys fellowsi. Holotyp pochodził z Baiyanki, na wysokości 2440 m n.p.m., między zlewniami rzek Purari i Ramu, w Papui-Nowej Gwinei. Jedyny przedstawiciel rodzaju sierścinek który opisał w 1996 roku australijski zoolog James I. Menzies.
Takson fellowsi był pierwotnie opisywany jako bardzo odrębny gatunek z rodzaju Melomys, ale jego włączenie do tego rodzaju było zawsze kwestionowane. W 1996 roku utworzono rodzaj Protochromys na podstawie cech morfologicznych (takie jak bladożółte siekacze i szczegóły budowy czaszki), które odróżniały go od Melomys i Paramelomys. Później Protochromys trafił do grupy Uromys. To, czy Protochromys jest spokrewniony z Melomys, Paramelomys lub innymi rodzajami Hydromyini, nie zostało jeszcze ustalone w żadnej molekularnej analizie genetycznej. Autorzy Illustrated Checklist of the Mammals of the World uznają ten gatunek za monotypowy.

### Etymologia
- Protochromys: gr. πρωτο- prōto „pierwszy, przed”; ωχρος ōkhros „jasnożółty”; μυς mus, μυoς muos „mysz”[2].
- fellowsi: etymologia nieznana; okaz typowy został odłowiony przez australijskiego ornitologa Fredericka Shaw Mayera i trafił do Muzeum Historii Naturalnej w Londynie, gdzie Hinton pracował na Wydziale Zoologii; w oryginalnym, krótkim opisie nie wskazał etymologii nazwy fellowsi[8].

## Zasięg występowania
Sierścinek rudobrzuchy występuje we wschodniej części wyżyn Nowej Gwinei od obszarów Porgery na wschód do gór Hagen i Góry Wilhelma w Górach Bismarcka; być może występuje dalej na zachodzie i wschodzie w Papui-Nowej Gwinei.

## Morfologia
Długość ciała (bez ogona) 70–80 mm, długość ogona 79–88 mm, długość ucha 9–11 mm, długość tylnej stopy 18–20 mm; brak danych dotyczących masy ciała. 

## Ekologia
Sierścinek rudobrzuchy występuje na wysokościach od 1800 do 2600 m n.p.m. Zamieszkuje górskie lasy mgliste.

## Populacja
Sierścinek rudobrzuchy jest dość pospolity w znanych miejscach występowania. Zajmuje stosunkowo duży obszar. Nie są znane większe zagrożenia dla tego gatunku; żyje on powyżej strefy wykorzystywanej przez rolnictwo, ale lokalnie, w zachodniej części zasięgu, wydobycie złota, srebra i miedzi może być dla niego zagrożeniem. Sierścinek rudobrzuchy jest przez Międzynarodową Unię Ochrony Przyrody uznawany za gatunek najmniejszej troski.